# Revuelta judía contra Heraclio
La revuelta judía contra Heraclio fue una insurrección  judía contra el Imperio bizantino en toda la región del Levante en apoyo del Imperio sasánida durante la guerra bizantino-sasánida (602-628). La revuelta comenzó con la batalla de Antioquía (613), culminando con la Captura de Jerusalén en el 614 por fuerzas persas y judías y el establecimiento de la autonomía judía. La revuelta terminó con la retirada de las tropas persas y la posterior rendición de los rebeldes judíos a los bizantinos en el año 625 (o 628).

## Antecedentes
Durante las primeras etapas de la guerra bizantino-sasánida de 602-628, el emperador Cosroes II decidió llevar a cabo un movimiento táctico estableciendo una alianza con la población judía del Imperio sasánida, con la promesa de restablecer un gobierno judío en la Tierra de Israel, provincia bizantina de Palaestina Prima en aquel momento. Ante este pacto con Cosroes, Nehemiah, hijo de un exiliado judío, consiguió reclutar un ejército con 20 000 soldados en Persia y marchó al Levante con las tropas persas.

## Revuelta
Después de la victoria en Antioquía, el ejército judeo-saní, comandado por Sharvaraz, llegó a Palestina Prima y conquistó Cesarea Marítima. Al ejército se unieron entonces las fuerzas comandadas por Benjamín de Tiberíades (según las fuentes judías, un hombre muy rico), que alistó y armó a soldados de Tiberíades, Nazaret y las ciudades de las montañas de Galilea. Reforzado, el ejército marchó entonces hacia Jerusalén. Más tarde, se unieron al ejército los judíos de los territorios del sur del país, así como un contingente de árabes. El ejército combinado entonces capturado Jerusalén en julio de 614, tras un asedio de veinte días. Según Antíoco Strauss, decenas de miles de cristianos fueron masacrados durante la conquista.

## La comunidad judeo-sanida
Aunque hay pocas fuentes sobre lo que habría ocurrido en los años siguientes, parece que los judíos recibieron permiso para gobernar la ciudad y así lo hicieron de hecho durante los cinco años siguientes. Los judíos de Jerusalén obtuvieron el control de la ciudad y gran parte de Judea y Galilea se convirtieron en provincias judías autónomas dentro del Imperio sasánida. En ese momento, unos 150 000 judíos vivían en los 43 asentamientos repartidos por el territorio.
Según las fuentes judías, tras la conquista de Jerusalén, Nehemías ben Hushiel fue nombrado gobernante de Jerusalén. Comenzó el trabajo de reconstrucción del templo y también un análisis de genealogía para fundar un nuevo conjunto de sumos sacerdotes. Aproximadamente cinco años después, los persas dieron el control de la provincia a los cristianos al retirar sus tropas, un acto considerado como traición por los judíos.

## Resultado

### Restauración del dominio bizantino
Las fuentes difieren enormemente sobre lo que habría sucedido después de la revuelta. Según algunos, en el año 625, el ejército bizantino reconquistó el territorio y se concedió una amnistía a Benjamín de Tiberíades y a los judíos que se unieron a los persas. En 628, tras la derrota y muerte de Cosroes II, Heraclio entró victorioso en Jerusalén. Los judíos de Tiberíades y Nazaret, bajo el liderazgo de Benjamín, cambiaron de bando y se unieron a él. Incluso se afirma que Benjamín habría acompañado al emperador en su entrada en Jerusalén.
Según otras fuentes, el retorno bizantino no fue tan pacífico al principio, y tuvo como consecuencia directa la ejecución de Benjamín y otros revolucionarios a manos de un tal Teodosio en el año 625.

### Masacre de los judíos (629)
En el año 629, la situación se agravó, provocando una gran masacre de la población judía en toda la zona de Jerusalén y Galilea y causando una huida masiva de decenas de miles de refugiados de Palestina hacia el Egipto. Según Eutiquio (887-940), el emperador habría hecho la paz con los judíos si no hubiera sido instigado por monjes fanáticos para iniciar la masacre. Se alega que, como contrición por la violación de un juramento hecho a los judíos, los monjes se pusieron a ayunar - una costumbre que todavía mantienen los coptos. Sin embargo, estas afirmaciones son discutidas por la Iglesia Copta.
Se cree que Heraclio soñó que una gran destrucción amenazaba al Imperio bizantino a manos de un pueblo circuncidado (lo que de hecho ocurrió con la conquista de vastas franjas de territorio en los siglos siguientes por los musulmanes). Por lo tanto, se propuso destruir a todos los judíos que no se convirtieran; hay informes de que se dice que aconsejó a Dagoberto, rey de los francos, que hiciera lo mismo. Por esta época la situación de los judíos era tan desesperada que la Sibila Tiburtina afirmaba que toda la comunidad judía del imperio se convertiría en 120 años.

### Invasión de los ejércitos árabes musulmanes
Tras la derrota del Imperio persa, surgió una nueva amenaza, el Califato Ortodoxo, en la región. Heraclio trató de consolidar y asegurar sus ganancias. En el año 638, el Imperio bizantino perdió por completo el control de Judea a manos de los árabes. El Imperio árabe islámico, bajo el mando del Califa Omar, conquistó Jerusalén, Mesopotamia, la Leevant y la Egipto.

## En la literatura
Los acontecimientos ocurridos en las batallas persa-bizantinas en el Levante y la posterior conquista árabe inspiraron varios escritos judíos apocalípticos en la temprana Edad Media. Entre ellos se encuentra el Apocalipsis de Zorobabel, que se refiere en partes a los acontecimientos de la conquista judía de Prima Palestina en el año 614.